# Federal Art Project

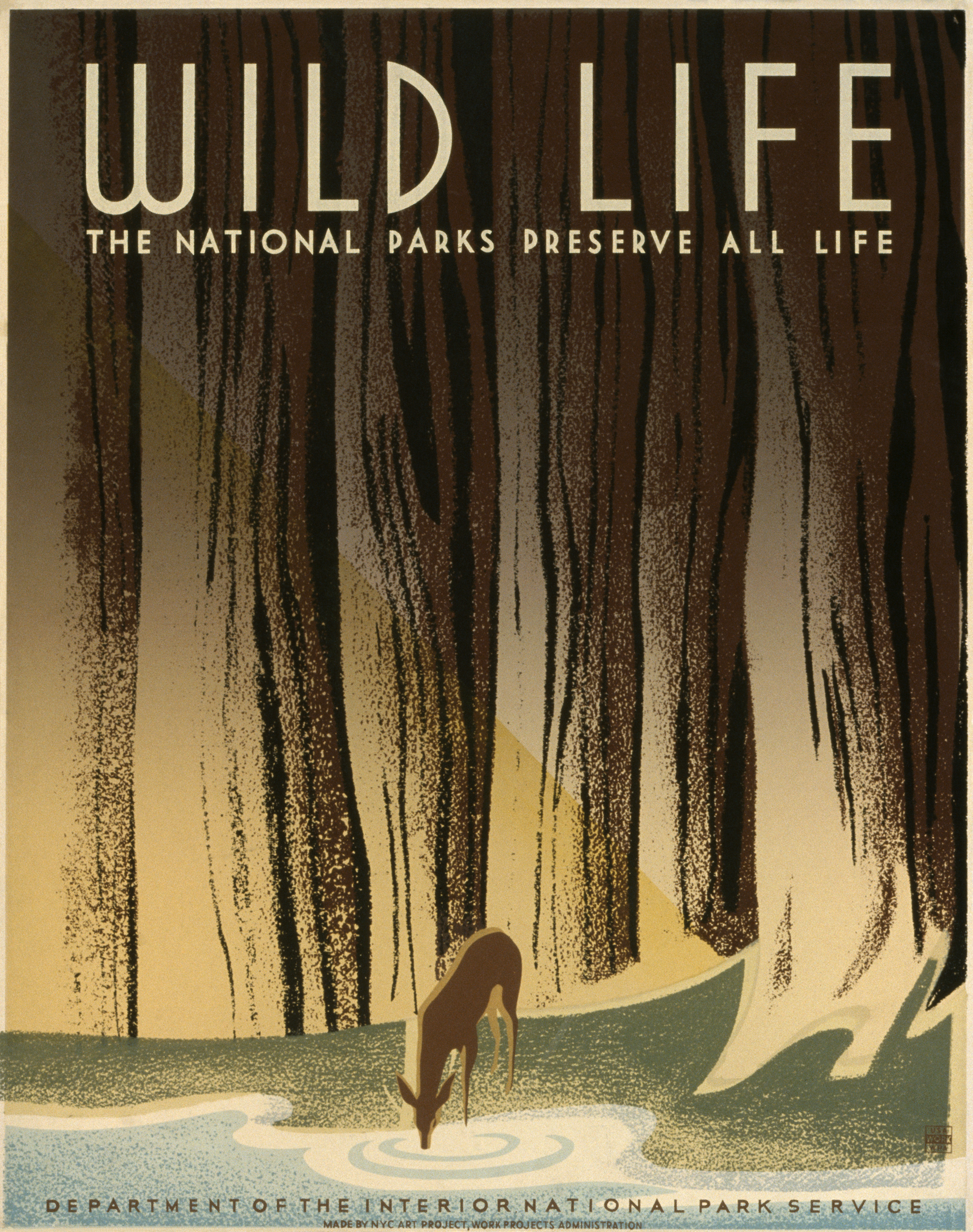
"Wild Life: The National Parks Preserve All Life.", New York City Federal Art Project, WPA, 1940

Het Federal Art Project (FAP) was een Amerikaans banenproject van de New Deal ten tijde van de Grote Depressie in de jaren dertig van de 20e eeuw, specifiek gericht op kunstenaars. Het FAP werd gestart op 29 augustus 1935, en opgeheven op 30 juni 1943 als gevolg van de oorlogsinspanningen. Er namen 48 staten aan deel. Er werden ruim 5000 banen voor kunstenaars geschapen en ruim 225.000 kunstwerken kwamen door het Federal Art Project tot stand. 

## Organisatie
Een belangrijk onderdeel van toenmalig president Roosevelts New Deal was de Works Progress Administration (WPA), dat tot doel had geschoolde arbeiders aan een betaalde baan te helpen. Het FAP viel onder Federal One van de WPA. Directeur was Holger Cahill, die sympathiek stond tegenover de Pragmatische filosofie van John Dewey en diens visie op opvoedkunde en nadruk op de gemeenschap, en kunst tot een onderdeel van het dagelijks maatschappelijk leven wilde maken.
De (op de kunstsector gerichte) voorgangers van het FAP waren: het Public Works of Art Project (PWA), in het leven geroepen in 1933, gevolgd door de Treasury Department Section of Painting (TDSP), gestart in 1934.

## Doelstellingen van het Federal Art Project
De twee primaire doelen van het FAP waren: het creëren van banen voor kunstenaars, en het vervaardigen van kunstwerken (onder andere sculpturen en muurschilderingen) voor openbare gebouwen, zoals postkantoren en bibliotheken. Daartoe werd het werk in drie segmenten verdeeld:
1. de productie van kunstwerken
2. de Art Teaching Division: het verzorgen van onderwijs in en opbouw van buurtcentra (community centers), het organiseren van Art Centers
3. het in beelden vastleggen van het dagelijks leven in de Verenigde Staten

Het laatste mondde uit in de Index of American Design; een soort staalkaart van (door de kunstenaars nageschilderde) voorwerpen uit het dagelijks leven (kleding, aardewerk etc.) en hun decoraties, met hun regionale en historische diversiteit - een "herontdekking" van Amerika.
De 'productie-divisie' bestond uit verschillende projecten, onder andere het muurschilderingsproject, de 'ezel-divisie' die ruim 100.000 schilderijen maakte, en een sculptuurdivisie. Het maken van kunst stond eveneens in het kader van een focus op de eigen, Amerikaanse geschiedenis en de Amerikaanse waarden. Er heerste het idee, dat nu Europa op een catastrofe afstevende, Amerika als enig land de hoeder was van de beschaving. In veel ogen, zoals van het invloedrijke tijdschrift de Partisan Review (en ook de WPA was die mening toegedaan), had kunst en cultuur daarbij de taak de beschaving te bewaken en vooruit te helpen, en als "opvoeder" te fungeren. De muurschilderingen toonden veelal scènes uit de Amerikaanse historie. Daarbij werd gebruikgemaakt van de gegroeide fascinatie in de kunstwereld voor Mexicaanse muralisten als Diego Rivera, David Alfaro Sigueiros en Jose Clemente Orozco.

## Lijst met bekende betrokken kunstenaars

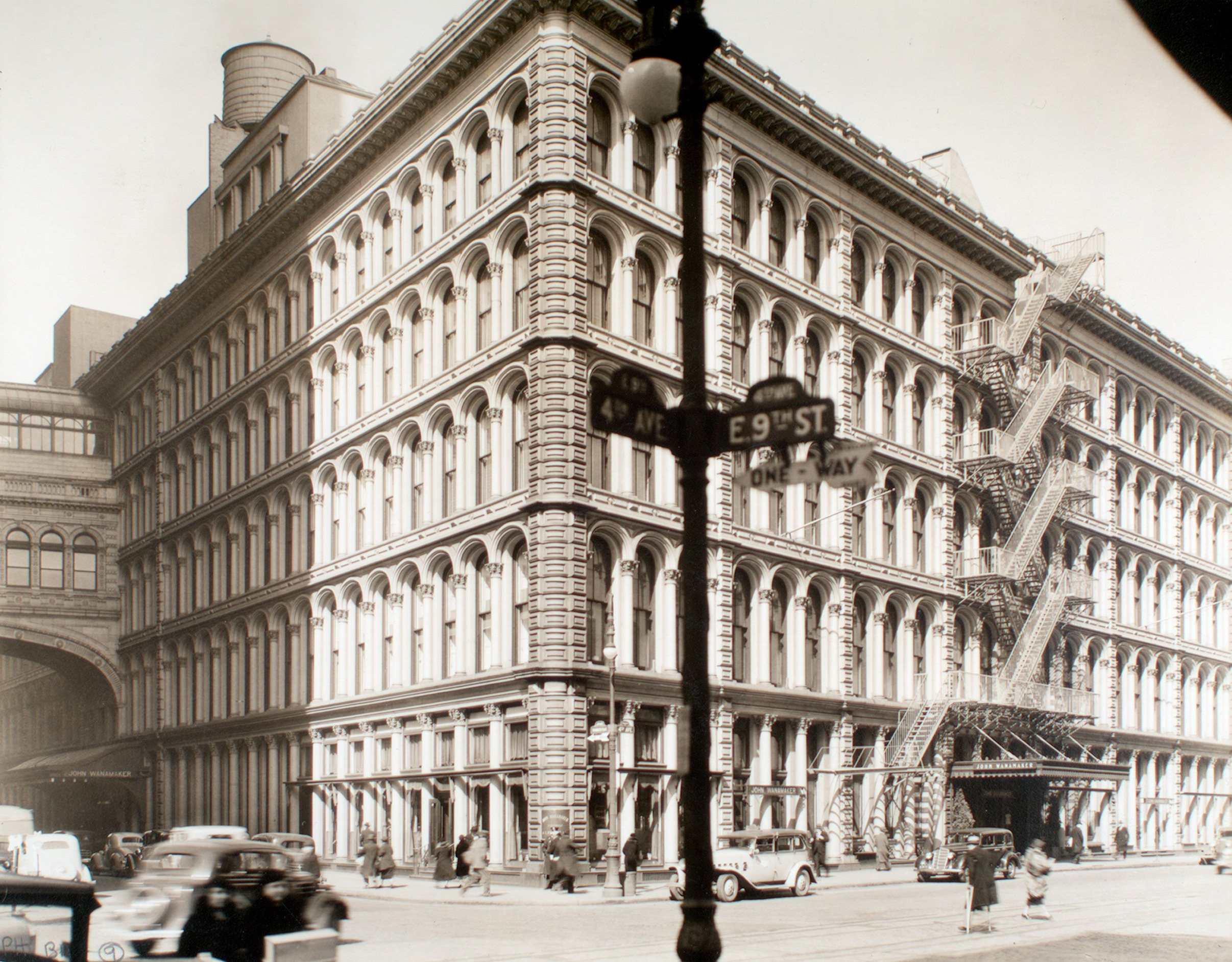
Manhattan in 1936 gefotografeerd door Berenice Abbott in het kader van Changing New York.

Kunstenaars die werkten voor het Federal Art Project zijn onder andere:
- Berenice Abbott (1898 - 1991) (Changing New York)
- William Baziotes (1912 - 1963)
- Arshile Gorky (1904 - 1948)
- Adolph Gottlieb (1903 - 1974}
- Philip Guston (1913 - 1980)
- Alice Neel (1900 - 1984)
- Jackson Pollock {1912 - 1956}
- Ad Reinhardt (1913 - 1967)
- Clyfford Still (1904 - 1980)
- Mark Tobey (1890 - 1976)
- Grant Wood (1891 - 1942)

Ook Willem de Kooning (1904 - 1997) nam oorspronkelijk deel aan het Federal Art Project, maar moest het project verlaten omdat hij op dat moment geen Amerikaans staatsburger was.

## Invloed van het FAP op het abstract expressionisme
Voor de Tweede Wereldoorlog had Amerikaanse kunst een provinciaal karakter gekregen, onder meer door de focus die het Federal Art Project had gericht op het eigen land en de eigen geschiedenis. De kunstcriticus Barbara Rose, auteur van het standaardwerk American Art since 1900, benadrukte, dat deze tijd van introspectie cruciaal was voor de Amerikaanse kunst, en merkte verder op, dat het Project geen onderscheid maakte tussen abstracte en figuratieve kunst, en daardoor bij heeft gedragen aan het acceptabel maken van abstracte kunst.  Daarnaast leerden diverse latere kunstenaars van de New York School elkaar hier kennen. Ook stimuleerde het Project, door het verschaffen van betaald werk, dat parttime-schilders zoals Willem de Kooning zich gingen zien als professionals. Door het grote aantal kunstenaars die betaald werden door het FAP was er een grote overschot aan kunstwerken die in loodsen opgeslagen werden. Veel van dIe werken werden later vernietigd. Zo werd in 1941 bij een opruimactie een verzameling van 650 aquarellen verbrand, waaronder 12 werken van Jackson Pollock.